# Lophogaster americanus
Lophogaster americanus är en kräftdjursart. Lophogaster americanus ingår i släktet Lophogaster och familjen Lophogastridae. Inga underarter finns listade i Catalogue of Life.